# كونكورد (كارولاينا الشمالية)
كونكورد (بالإنجليزية: Concord)‏ هي مدينة أمريكية ومركز مقاطعة كاباروس في ولاية كارولاينا الشمالية في الولايات المتحدة الأمريكية.

## التركيبة السكانية
حدّد مكتب تعداد الولايات المتحدة بيانات التركيبة السكانية لكونكورد في تعداد الولايات المتحدة. في ما يلي، التركيبة السكانية حسب تعدادي 2000 و2010.

### تعداد عام 2000
بلغ عدد سكان كونكورد 55,977 نسمة بحسب تعداد عام 2000، وبلغ عدد الأسر 20,962 أسرة وعدد العائلات 14,979 عائلة مقيمة في المدينة. في حين سجلت الكثافة السكانية 340.2 نسمة لكل كيلومتر مربع (881.1/ميل2). وبلغ عدد الوحدات السكنية 22,485 وحدة بمتوسط كثافة قدره 136.6 لكل كيلومتر مربع (353.8/ميل2).
وتوزع التركيب العرقي للمدينة بنسبة 78.83% من البيض و15.10% من الأمريكيين الأفارقة و0.30% من الأمريكيين الأصليين و1.22% من الأمريكيين ذوي الأصول الآسيوية و0.03% من سكان جزر المحيط الهادئ و3.35% من الأعراق الأخرى و1.18% من عرقين مختلطين أو أكثر و7.80% من الهسبانيون أو اللاتينيون من أي عرق.
بلغ عدد الأسر 20,962 أسرة كانت نسبة 38.5% منها لديها أطفال تحت سن الثامنة عشر تعيش معهم، وبلغت نسبة الأزواج القاطنين مع بعضهم البعض 55.7% من أصل المجموع الكلي للأسر، ونسبة 11.5% من الأسر كان لديها معيلات من الإناث دون وجود شريك، بينما كانت نسبة 4.3% من الأسر لديها معيلون من الذكور دون وجود شريكة وكانت نسبة 28.5% من غير العائلات. تألفت نسبة 23.6% من أصل جميع الأسر من عدة أفراد يعيشون في نفس المنزل ونسبة 8% كانت تتألف من شخص يعيش بمفرده يبلغ من العمر 65 عاماً أو أكثر. وبلغ متوسط حجم الأسرة المعيشية 2.61، أما متوسط حجم العائلات فبلغ 3.08.
بلغ العمر الوسطي للسكان 33.6 عاماً. وكانت نسبة 26.2% من القاطنين تحت سن الثامنة عشر، وكانت نسبة 8.3% بين الثامنة عشر والرابعة والعشرين عاماً، ونسبة 33.3% كانت واقعةً في الفئة العمرية ما بين الخامسة والعشرين والرابعة والأربعين عاماً، ونسبة 20% كانت ما بين الخامسة والأربعين والرابعة والستين، ونسبة 9.8% كانت ضمن فئة الخامسة والستين عاماً فما فوق. يوجد لكل 100 أنثى 96.0 ذكر، ويوجد لكل 100 أنثى في الثامنة عشر من عمرها فما فوق 93.4 ذكر.

### تعداد عام 2010
بلغ عدد سكان كونكورد 79,066 نسمة بحسب تعداد عام 2010، وبلغ عدد الأسر 29,137 أسرة وعدد العائلات 20,677 عائلة مقيمة في المدينة. في حين سجلت الكثافة السكانية 480.5 نسمة لكل كيلومتر مربع (1,244.5/ميل2). وبلغ عدد الوحدات السكنية 32,130 وحدة بمتوسط كثافة قدره 195.2 لكل كيلومتر مربع (505.6/ميل2).
وتوزع التركيب العرقي للمدينة بنسبة 70.44% من البيض و17.85% من الأمريكيين الأفارقة و0.35% من الأمريكيين الأصليين و2.59% من الأمريكيين ذوي الأصول الآسيوية و0.06% من سكان جزر المحيط الهادئ و6.44% من الأعراق الأخرى و2.29% من عرقين مختلطين أو أكثر و12.34% من الهسبانيون أو اللاتينيون من أي عرق.
بلغ عدد الأسر 29,137 أسرة كانت نسبة 41% منها لديها أطفال تحت سن الثامنة عشر تعيش معهم، وبلغت نسبة الأزواج القاطنين مع بعضهم البعض 52.8% من أصل المجموع الكلي للأسر، ونسبة 13.5% من الأسر كان لديها معيلات من الإناث دون وجود شريك، بينما كانت نسبة 4.6% من الأسر لديها معيلون من الذكور دون وجود شريكة وكانت نسبة 29% من غير العائلات. تألفت نسبة 23.5% من أصل جميع الأسر من عدة أفراد يعيشون في نفس المنزل ونسبة 7.8% كانت تتألف من شخص يعيش بمفرده يبلغ من العمر 65 عاماً أو أكثر. وبلغ متوسط حجم الأسرة المعيشية 2.68، أما متوسط حجم العائلات فبلغ 3.19.
بلغ العمر الوسطي للسكان 34.9 عاماً. وكانت نسبة 28.4% من القاطنين تحت سن الثامنة عشر، وكانت نسبة 7.6% بين الثامنة عشر والرابعة والعشرين عاماً، ونسبة 30.3% كانت واقعةً في الفئة العمرية ما بين الخامسة والعشرين والرابعة والأربعين عاماً، ونسبة 23% كانت ما بين الخامسة والأربعين والرابعة والستين، ونسبة 10.6% كانت ضمن فئة الخامسة والستين عاماً فما فوق. وتوزع التركيب الجنسي للسكان بنسبة 48.2% ذكور و51.8% إناث.

## توأمة
لكونكورد (كارولاينا الشمالية) اتفاقيات توأمة مع:
- فريبورت

## أعلام
- صموئيل آي. باركر
- بانكس سيمبسون
- تشارلز ألبرت كانون
- دي بوست
- كليم ليويلين
- روبن هايز
- إسرائيل بيكنز
- هارولد كايت
- جودي هيل
- جاكي فارجو